# 岢嵐州
岢岚州，金朝时设置的州。
大定二十二年（1182年）岢嵐軍升为岢嵐州。治所在岚谷县（今山西省岢岚县）。辖境相当今山西省岢岚县等地。贡绢。一县：岚谷。有岢岚山、雪山、岢岚水。一堡，寒光。贞祐三年（1215年）九月升为防御，四年（1216年）正月升为节镇，五月复防御。五千八百五十一户。元朝废除。明朝洪武七年（1374年）十月置岢岚县，八年（1375年）十一月升为岢岚州。下领二县：岚县、兴县，为属太原府的散州，民国元年，废岢嵐州为岢嵐县。